# 川内大綱引
川内大綱引（せんだいおおつなひき）は、鹿児島県薩摩川内市で毎年秋分の日の前日に開催される祭事、綱引き行事。鹿児島県の民俗文化財。

## 概要
1600年、島津家が関ヶ原の戦いに向けて、兵士の士気を向上させるため行われたと言われる。2006年（平成18年）に鹿児島県の民俗文化財に指定された。2024年には国の重要無形民俗文化財に指定された。
川内の綱引きは競技性が強く、出水の石合戦、加治木くも合戦（いずれも端午の節句の行事）とともに薩摩の三大合戦行事として有名だった。
南九州の他の地域と同様、本来は旧暦8月15日の十五夜に実施されていたものだが、現在は秋分の日の前夜に行われる。
1999年に400年祭記念行事が行われ、2009年には410年祭が行われている。綱は開催当日の朝から約7時間かけて作られる。長さ400mもの藁縄を365本も綯い、一度120本に束ねられたものを更に3束縒り合わせられる。長さは365mにもなり、重さは7tになる。
実施場所は年によって変わり、川内川に架かる大平橋を境に国道3号熊本方面が大小路町側、鹿児島方面が向田側（太平橋通り）と分けて実施される。3年を周期として、向田、向田、大小路という順番で行われる。
上方と下方に分かれて行われ、太鼓隊、引き隊、押し隊、ワサ係から構成される。一番太鼓、大将、押大将、の三役が部隊を統括する。
主催は川内大綱引保存会、主管は川内大綱引実行委員会である。
８月１６日に開催される川内商工会議所主催の川内川花火大会、１１月初旬に開催される薩摩川内市主催の薩摩川内はんや祭りと合わせて、『川内三大祭り』と呼ばれている。

## 使用される綱
- 長さ：365m
- 直径：40cm
- 重さ：7t

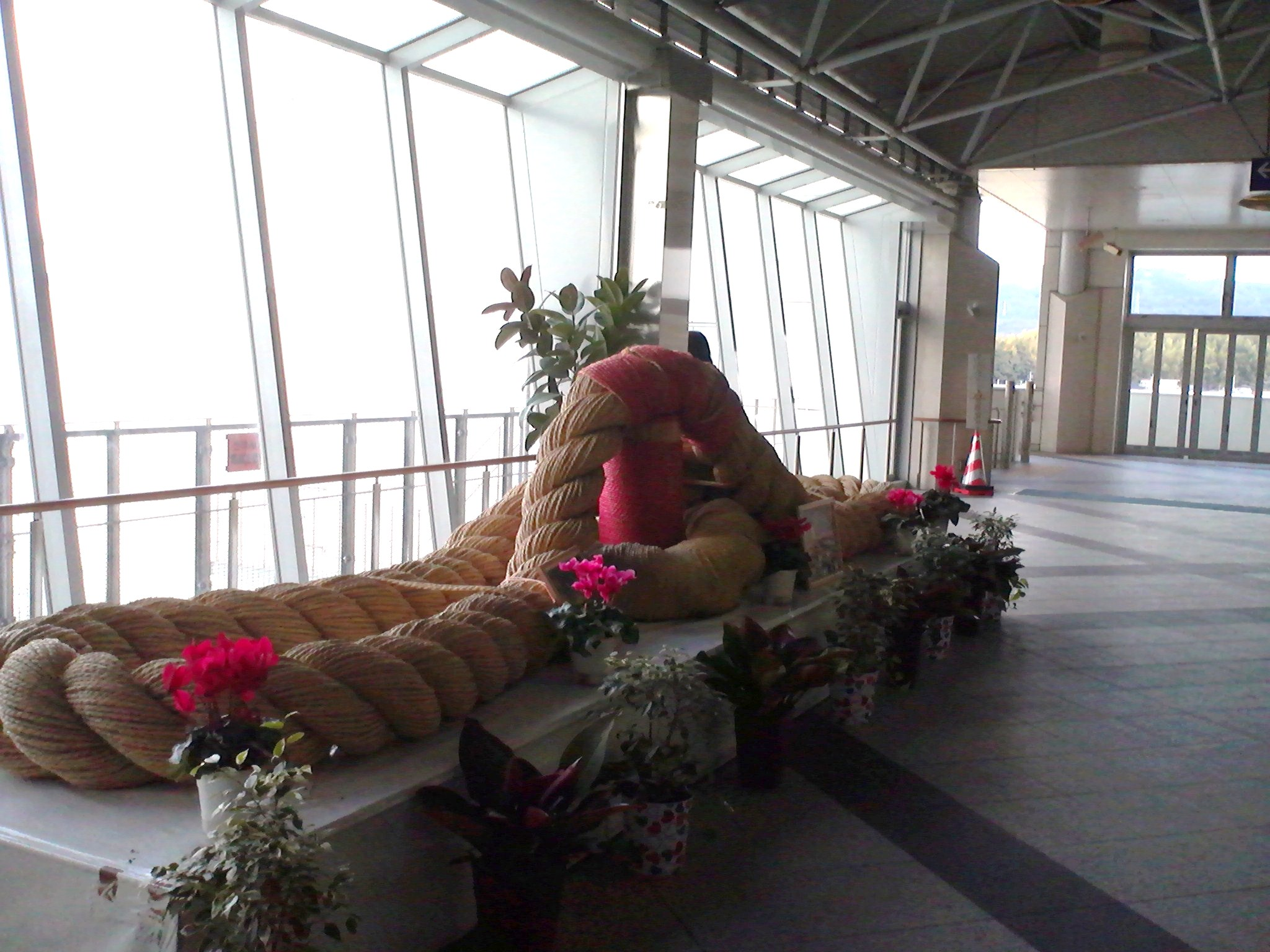
川内大綱引で使用される大綱。過去に使用されたものが川内駅に展示されている

- 両端には川内の大綱引の特徴の一つでもあるワサと呼ばれる大きな輪が作られる。

使用されていた実物の綱は2010年5月現在、川内駅のエントランスホールに飾られている（写真参照）。